# シノニムズ
『シノニムズ』（Synonymes）は、ナダヴ・ラピド監督によるフランス・イスラエル・ドイツのドラマ映画である。
ワールド・プレミアは2019年2月13日に第69回ベルリン国際映画祭のコンペティション部門で行われ、金熊賞とFIPRESCI賞を獲得した。

## プロット
フランス国籍への帰化を目指すパリ在住のイスラエル人の若者が描かれる。

## キャスト
- トム・メルシエ（フランス語版）
- カンタン・ドルメール（英語版）
- ルイーズ・シュヴィヨット（フランス語版）
- ウリア・ハイク
- オリヴィエ・ルストー（フランス語版）
- レア・ドリュッケール（英語版）

## 公開
ワールド・プレミアは2019年2月13日に第69回ベルリン国際映画祭で行われた。イスラエルでは2019年2月28日に公開された。フランスでは2019年3月27日にSBSディストリビューション配給で公開された。2019年5月にキノ・ローバーがアメリカ配給権を獲得した。ドイツでは2019年9月5日にグランド・フィルム配給で公開された。
2019年9月9日には第44回トロント国際映画祭、9月29日にはニューヨーク映画祭で上映された。2019年10月25日にアメリカ合衆国で封切られた。
日本では2019年6月23日にフランス映画祭で上映された。

## 批評家の反応
レビュー集積サイトのRotten Tomatoesでは83件の批評で支持率は87%、平均点は7.15/10となった。Metacriticでは21件の批評に基づいて加重平均値は84/100となった。

### 受賞とノミネート
| 映画祭・賞         | 部門       | 候補           | 結果       |
| ------------------ | ---------- | -------------- | ---------- |
| ベルリン国際映画祭 | 金熊賞     | ナダヴ・ラピド | 受賞       |
| ベルリン国際映画祭 | FIPRESCI賞 | ナダヴ・ラピド | 受賞       |
| ベルリン国際映画祭 | テディ賞   | ナダヴ・ラピド | ノミネート |